# Гілсвілл (заповідник)
Заповідник Гілсвілл (англ. Healesville Sanctuary), також іноді вживається назва Зоологічний парк сера Коліна Маккензі (англ. The Sir Colin MacKenzie Zoological Park) — невеликий заповідник до складу якого входить зоопарк, у якому місцеві австралійські тварини утримуються в умовах наближених до свого природного середовища. Розташований поблизу містечка Гілсвілл (англ. Healesville) муніципалітету Ярра Рейнджз, Великий Мельбурн, штат Вікторія, Австралія у передгір'ї Австралійських Альп, відстань від центру Мельбурна автомобільними шляхами згідно з Google Map становить 65 км.
Територія заповідника, за виключенням власне зоопарку, являє собою чагарникові зарості, які населяють кенгуру, вомбати, посуми та понад 200 видів птахів.

## Історія
Заснований у 1934 році сером Вільямом Коліном Маккензі, як заповідник австралійської флори і фауни сера Коліна Маккензі. Зоопарк став відомий у 1940-ві роки, де вперше качконіс став успішно розмножуватися у неволі.
З 1978 року знаходиться під керування наглядової ради зоологічних парків і садів Вікторії разом з двома іншими зоопарками Великого Мельбурна — Мельбурнським зоопарком та зоопарком без кліток Верібі (англ. (Werribee Open Range Zoo).
Заповідник постраждав від лісових пожеж в Австралії 2009 року. Тоді тварин зоопарку довелось терміново евакуювати до Мельбурнського зоопарку.

## Тварини
До головної експозиції входять такі тварини:
- Ссавці
  - Щіткохвостий наскельний валабі
  - Динго
  - Єхидни
  - Коала
  - Білячий кускус (Посум Ледбітера)

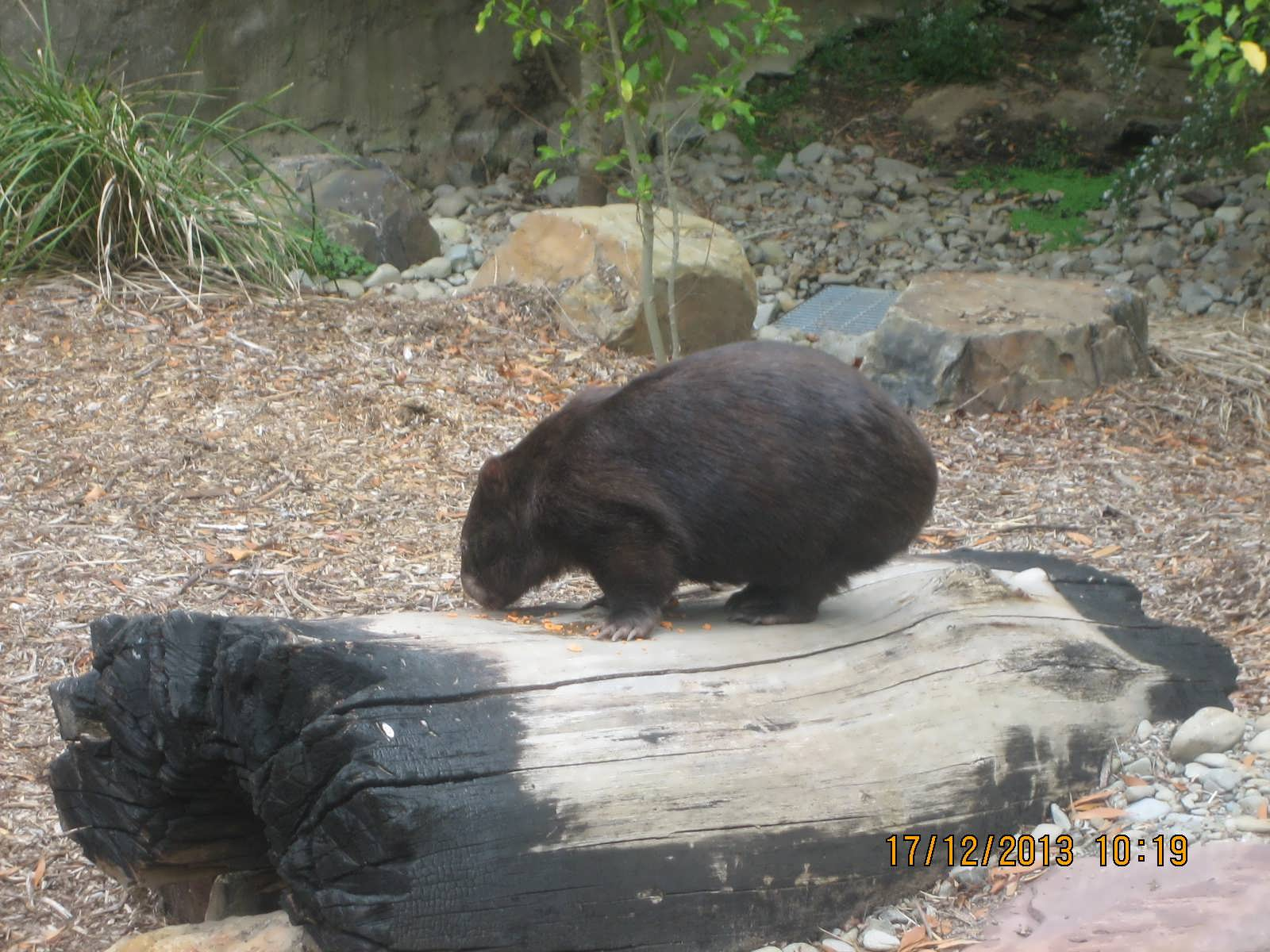
Вомбат з Гілсвіллу

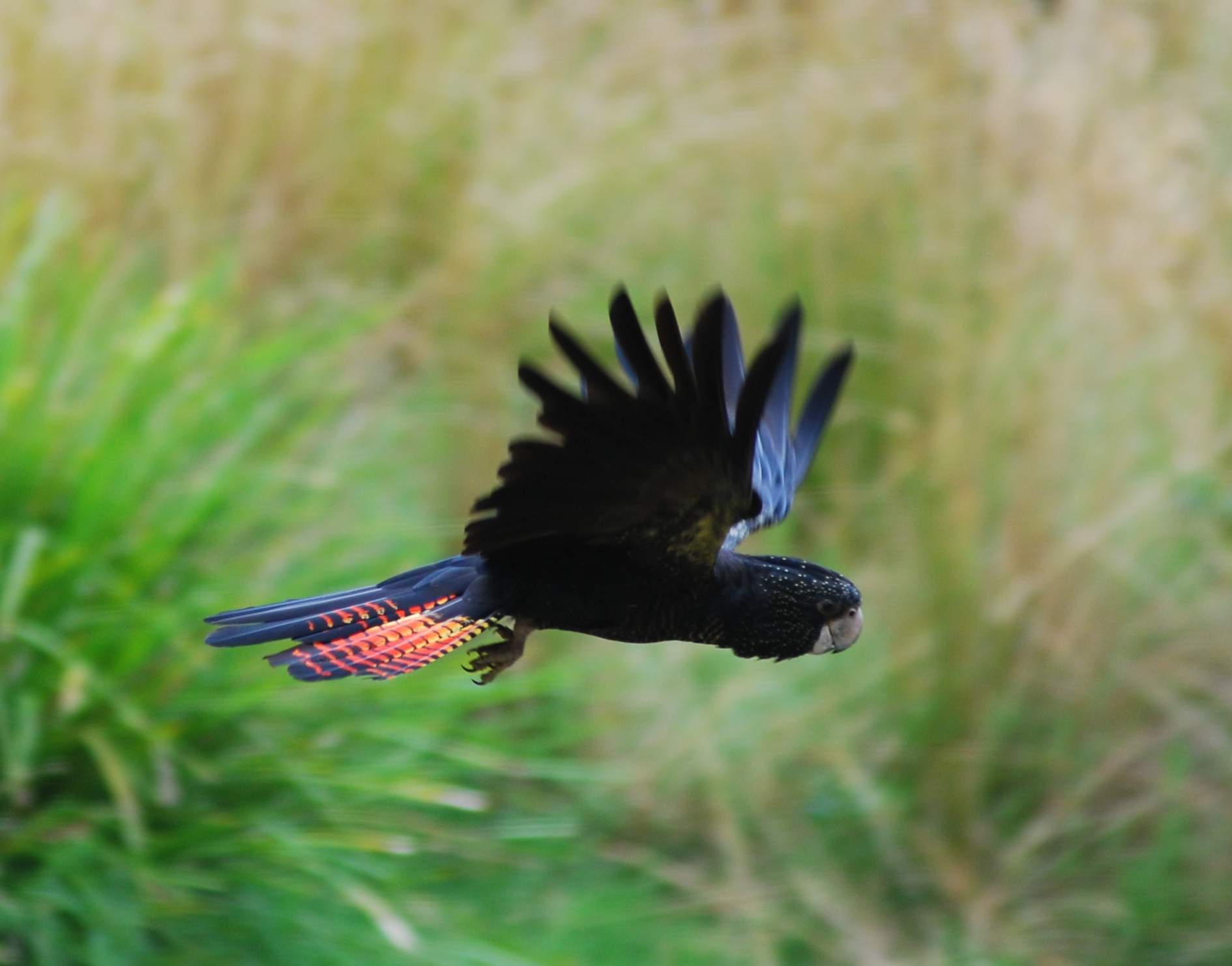
Какаду

  - Бураміс малий (Гірський карликовий посум)
  - Тасманійський диявол
  - Качкодзьоб
  - Кенгуру рудий
  - Деревні кенгуру
  - Вомбат
  - Водяний щур
- Птахи
  - Сова-голконіг плямиста (англ. англ. Barking Owl)
  - Шуліка чорний
  - Канюк чорногрудий (англ. Black-breasted Buzzard[en])
  - Медолюб шоломовий (англ. Helmeted Honeyeater[en])
  - Ему
  - Лірохвіст
  - Папужка травяний золоточеревий
  - Какатоїс червонохвостий
  - Великий жовточубий какаду
  - Какаду червонолобий
  - Клинохвостий орел
- Рептилії
  - Альпійський казуариновий сцинк (англ. Alpine She-oak Skink)
  - Сцинк Гутіга
  - Варан строкатий
  - Пітон чорноголовий
- Земноводні
  - Плямиста деревна райка[en]

Тут знаходяться і інші види австралійської фауни, серед них: папуги і какаду різних видів, австралійська індичка, австралійський білий ібіс, австралійський пелікан, чорний лебідь, тихоокеанська чорна качка, летючі лисиці, прісноводий крокодил, гекони, легуан водяний, бура бойга, тигрова змія, східна коричнева змія, тайпан.